# 라쿠나 코일

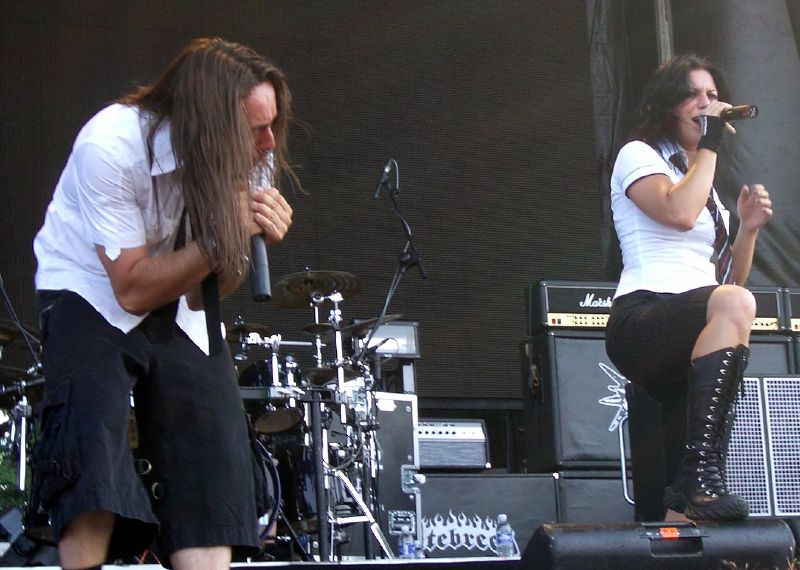
라쿠나 코일의 두 리드 싱어 안드레아 페로, 크리스티나 스카비아가 공연 중이다. (2006년)

라쿠나 코일(Lacuna Coil)은 밀라노 출신의 이탈리아의 메탈 밴드이다. 1994년 결성 이후 이 그룹은 이름을 두 번 변경하였는데, 과거에는 Sleep of Right와 Ethereal라는 이름을 사용하였다. 이 밴드가 2012년에 출시한 Dark Adrenaline는 빌보드 200에 15위로 순위를 올렸다. 국제 투어를 진행해왔으며 MTV 뮤직 어워드에 후보로 지명되기도 했다.

## 디스코그래피
스튜디오 음반
- In a Reverie (1999년)
- Unleashed Memories (2001년)
- Comalies (2002년)
- Karmacode (2006년)
- Shallow Life (2009년)
- Dark Adrenaline (2012년)
- Broken Crown Halo (2014년)
- Delirium (2016년)
- Black Anima (2019년)
- Sleepless Empire (2025년)

## 수상 및 지명
| 연도   | 상 이름                        | 분류                   | 후보 작품       | 결과 |
| ------ | ------------------------------ | ---------------------- | --------------- | ---- |
| 2006년 | MTV 유럽 뮤직 어워드           | Best Italian Act       | Lacuna Coil     | 후보 |
| 2012년 | Revolver Golden Gods Award     | 베스트 인터내셔널 밴드 | Lacuna Coil     | 후보 |
| 2012년 | Female Metal Voices Fest Award | 베스트 앨범 2012       | Dark Adrenaline | 수상 |